# Lijst van schaatsrecords ploegenachtervolging vrouwen
Dit is een overzicht van de ontwikkeling van schaatsrecords op de ploegenachtervolging vrouwen.
De ploegenachtervolging bij de vrouwen bestaat uit 6 rondes (2324,16 meter) schaatsen, alleen de binnenbocht. Het onderdeel wordt uitgevoerd door 3 vrouwen, die door middel van afwisseling van de koppositie zo snel mogelijk naar de finish moeten rijden. Na 6 rondes geldt de tijd van de derde rijder die over de finish komt.
Sinds 2006 is dit onderdeel ook te vinden op de Olympische Spelen.

## Ontwikkeling wereldrecord ploegenachtervolging
| Nr. | Namen                                                | Land      | Tijd    | Datum            | Baan            |
| --- | ---------------------------------------------------- | --------- | ------- | ---------------- | --------------- |
| #1. | Frédérique Ankoné Anja Borst Elma de Vries           | Nederland | 3.13,86 | 25 februari 2001 | Groningen       |
| #2. | Mariska Huisman Annelies van der Ploeg Elma de Vries | Nederland | 3.12,07 | 3 maart 2002     | Collalbo        |
| #3. | Kristina Groves Clara Hughes Cindy Klassen           | Canada    | 3.08,79 | 16 februari 2003 | Baselga di Pinè |
| #4. | Eriko Ishino Nami Nemoto Maki Tabata                 | Japan     | 3.05,30 | 9 november 2003  | Hamar           |
| 1.  | Kristina Groves Clara Hughes Cindy Klassen           | Canada    | 3.05,49 | 12 november 2004 | Hamar           |
| 2.  | Kristina Groves Clara Hughes Cindy Klassen           | Canada    | 3.03,07 | 20 november 2004 | Berlijn         |
| 3.  | Daniela Anschütz Anni Friesinger Claudia Pechstein   | Duitsland | 2.56,04 | 13 november 2005 | Calgary         |
| 4.  | Kristina Groves Christine Nesbitt Brittany Schussler | Canada    | 2.55,79 | 6 december 2009  | Calgary         |
| 5.  | Ayano Sato Miho Takagi Nana Takagi                   | Japan     | 2.55,77 | 10 november 2017 | Heerenveen      |
| 6.  | Ayaka Kikuchi Miho Takagi Nana Takagi                | Japan     | 2.53,88 | 2 december 2017  | Calgary         |
| 7.  | Ayano Sato Miho Takagi Nana Takagi                   | Japan     | 2.50,87 | 8 december 2017  | Salt Lake City  |
| 8.  | Ayano Sato Miho Takagi Nana Takagi                   | Japan     | 2.50,76 | 14 februari 2020 | Salt Lake City  |

N.B.: De ISU heeft de records vanaf 1 juli 2004 officieel erkend. Voor deze datum zijn het officieuze records.

## Ontwikkelingolympischrecord ploegenachtervolging
| Nr. | Namen                                             | Land      | Tijd    | Datum            | Baan      |
| --- | ------------------------------------------------- | --------- | ------- | ---------------- | --------- |
| 1.  | Kristina Groves Cindy Klassen Christine Nesbitt   | Canada    | 3.01,24 | 10 februari 2006 | Turijn    |
| 2.  | Lotte van Beek Jorien ter Mors Ireen Wüst         | Nederland | 2.58,61 | 21 februari 2014 | Sotsji    |
| 3.  | Marrit Leenstra Jorien ter Mors Ireen Wüst        | Nederland | 2.58,43 | 22 februari 2014 | Sotsji    |
| 4.  | Marrit Leenstra Jorien ter Mors Ireen Wüst        | Nederland | 2.58,05 | 22 februari 2014 | Sotsji    |
| 5.  | Antoinette de Jong Marrit Leenstra Ireen Wüst     | Nederland | 2.55,61 | 19 februari 2018 | Gangneung |
| 6.  | Ayano Sato Miho Takagi Nana Takagi                | Japan     | 2.53,89 | 21 februari 2018 | Gangneung |
| 7.  | Ayano Sato Miho Takagi Nana Takagi                | Japan     | 2.53,61 | 12 februari 2022 | Peking    |
| 8.  | Ivanie Blondin Valérie Maltais Isabelle Weidemann | Canada    | 2.53,44 | 15 februari 2022 | Peking    |

## Nederlandsrecord ploegenachtervolging
| Nr. | Namen                                                | Tijd    | Datum            | Baan                   |
| --- | ---------------------------------------------------- | ------- | ---------------- | ---------------------- |
| 1.  | Mariska Huisman Annelies van der Ploeg Elma de Vries | 3.12,07 | 1 maart 2002     | Klobenstein (Collalbo) |
| 2.  | Wieteke Cramer Helen van Goozen Marja Vis            | 3.01,65 | 12 november 2005 | Calgary                |
| 3.  | Paulien van Deutekom Renate Groenewold Ireen Wüst    | 2.59,18 | 10 maart 2007    | Salt Lake City         |
| 4.  | Paulien van Deutekom Elma de Vries Ireen Wüst        | 2.57,36 | 13 december 2009 | Salt Lake City         |
| 5.  | Antoinette de Jong Linda de Vries Ireen Wüst         | 2.56,02 | 17 november 2013 | Salt Lake City         |
| 6.  | Antoinette de Jong Marrit Leenstra Ireen Wüst        | 2.55,85 | 10 februari 2017 | Gangneung              |
| 7.  | Lotte van Beek Marrit Leenstra Melissa Wijfje        | 2.55,57 | 8 december 2017  | Salt Lake City         |
| 8.  | Antoinette de Jong Marrit Leenstra Ireen Wüst        | 2.55,48 | 21 februari 2018 | Gangneung              |
| 9.  | Antoinette de Jong Melissa Wijfje Ireen Wüst         | 2.52,65 | 14 februari 2020 | Salt Lake City         |
| 10. | Joy Beune Marijke Groenewoud Irene Schouten          | 2.51,20 | 16 februari 2024 | Calgary                |

## Ontwikkeling wereldrecord laaglandbaan ploegenachtervolging (officieus)
| Nr. | Namen                                                   | Land      | Tijd    | Datum            | Baan       |
| --- | ------------------------------------------------------- | --------- | ------- | ---------------- | ---------- |
| 1.  | Cindy Klassen Kristina Groves Clara Hughes              | Canada    | 3.05,49 | 14 november 2004 | Hamar      |
| 2.  | Cindy Klassen Kristina Groves Clara Hughes              | Canada    | 3.03,07 | 20 november 2004 | Berlijn    |
| 3.  | Christine Nesbitt Cindy Klassen Kristina Groves         | Canada    | 3.01,24 | 10 februari 2006 | Turijn     |
| 4.  | Diane Valkenburg Paulien van Deutekom Renate Groenewold | Nederland | 3.00,54 | 09 december 2007 | Heerenveen |
| 5.  | Christine Nesbitt Brittany Schussler Kristina Groves    | Canada    | 2.58,25 | 15 maart 2009    | Richmond   |
| 6.  | Jorien ter Mors Marrit Leenstra Ireen Wüst              | Nederland | 2.58,19 | 08 december 2013 | Berlijn    |
| 7.  | Jorien ter Mors Marrit Leenstra Ireen Wüst              | Nederland | 2.58,05 | 22 februari 2014 | Sotsji     |
| 8.  | Miho Takagi Misaki Oshigiri Nana Takagi                 | Japan     | 2.57,75 | 03 december 2016 | Astana     |
| 9.  | Antoinette de Jong Marrit Leenstra Ireen Wüst           | Nederland | 2.55,85 | 10 februari 2017 | Gangneung  |
| 10. | Ayano Sato Miho Takagi Nana Takagi                      | Japan     | 2.55,77 | 10 november 2017 | Heerenveen |
| 11. | Antoinette de Jong Marrit Leenstra Ireen Wüst           | Nederland | 2.55,61 | 19 februari 2018 | Gangneung  |
| 12. | Ayano Sato Miho Takagi Nana Takagi                      | Japan     | 2.53,89 | 21 februari 2018 | Gangneung  |
| 13. | Ayano Sato Miho Takagi Nana Takagi                      | Japan     | 2.53,61 | 12 februari 2022 | Peking     |
| 14. | Ivanie Blondin Valérie Maltais Isabelle Weidemann       | Canada    | 2.53,44 | 15 februari 2022 | Peking     |